# Holocarpha heermannii
Holocarpha heermannii là một loài thực vật có hoa trong họ Cúc. Loài này được (Greene) D.D.Keck mô tả khoa học đầu tiên năm 1958.